# Baronessan går under jorden
Baronessan går under jorden (originaltitel: Once Upon a Honeymoon) är en amerikansk romantisk komedi från 1942 med Cary Grant och Ginger Rogers i huvudrollerna. Filmen regisserades av Leo McCarey.

## Handling
En journalist (Cary Grant) och en baronessa (Ginger Rogers) flyr igenom Europa medan nazisterna håller på att ta över land efter land. Viss kärlek blomstrar, men det blir inte lättare när journalisten tvingas börja sända radio från Europa och baronessan blir spion...

## Om filmen
Filmen spelades in 1942, mitt under brinnande krig och med ämnesvalet kan det till viss del kategoriseras som propaganda.

## Rollista (i urval)
- Cary Grant
- Ginger Rogers
- Walter Slezak
- Albert Dekker
- Albert Bassermann